# The Bus
The Bus ist eine Stadtbus-Simulation, die vom deutschen Spieleentwickler TML-Studios und Publisher Aerosoft entwickelt und veröffentlicht wird. Das Spiel befindet sich seit dem 25. März 2021 für Windows auf der Spiele-Plattform Steam im Early-Access-Status und wurde 2021 mit dem Deutschen Entwicklerpreis ausgezeichnet.

## Spielprinzip
Der Spieler schlüpft in die Rolle eines Busfahrers der Berliner Verkehrsbetriebe (BVG) und kann mehrere Linien der Stadt befahren. Schauplatz des Spiels ist Deutschlands Hauptstadt Berlin, welche originalgetreu im Maßstab 1:1 dargestellt werden soll. Die offene Spielwelt im Stadtkern von Berlin kann frei mit Linienbussen befahren werden. Mit dabei sind unter anderem die Buslinie TXL sowie die Linien 100, 123, 200, 245 und 300. Abseits vom Fahren des Busses stehen weitere Funktionen wie der Ticketverkauf oder zufällige Ereignisse im Fokus, um ein abwechslungsreicheres Spielerlebnis zu gestalten.

## Entwicklung und Veröffentlichung
Der Entwickler TML-Studios hatte zuvor bereits den Fernbus Simulator, die World-of-Subways-Reihe sowie die City-Bus-Simulator-Reihe entwickelt. Am 25. März 2021 wurde das Spiel als Early-Access-Titel veröffentlicht. Zum Start des Early-Access-Releases standen die Buslinie TXL sowie zwei Varianten des Scania Citywide im Freeplay-Modus zur Verfügung. Es war eine Early-Access-Phase von 8 bis 16 Monaten geplant. 2023 sollte das Spiel den Early-Access-Zustand verlassen und ein Mehrspieler-Modus verfügbar sein. Zudem soll eine Wirtschaftssimulation folgen, indem der Spieler sein eigenes Busunternehmen gründen und verwalten kann. Auch das An- und Verkaufen von Bussen, das Einstellen von Personal sowie das Reparieren und Warten von Fahrzeugen wird in diesem Modus möglich sein. Mit den Einnahmen aus den Ticketverkäufen können zudem weitere Busse freigeschaltet werden. Stand Juni 2025 befindet sich das Spiel weiterhin im Early-Access.
Seit dem Erscheinen des Spiels im Early-Access werden kontinuierlich Updates für das Spiel entwickelt. Die Entwickler gliedern die Entwicklung dabei in mehrere Phasen, in denen jeweils neue Linien und Busvarianten hinzugefügt werden oder die KI der Fahrzeuge und Fahrgäste schrittweise verbessert wird. Am 28. Oktober 2021 wurde das Update 1.7 veröffentlicht, welches als erste große neue Erweiterung die Linie 200 von der Hertzallee bis zur Michelangelostraße hinzufügte. Am 6. Dezember 2021 wurde mit dem MAN Lion’s City DD erstmals ein Doppeldeckerbus in das Spiel integriert. Ende Mai 2022 folgte die Unterstützung für das Steam Deck sowie die Integration des Steam Workshops für Betriebspläne. Des Weiteren wurde die Karte mit der Linie 100 vom Zoologischen Garten bis zum Alexanderplatz erweitert. Am 15. September 2022 folgte die Linie 300, die von der Philharmonie Süd bis zur Warschauer Straße führt. Am 14. Dezember 2022 wurde The Bus auf die Unreal Engine 5 aktualisiert. Zeitgleich startete die zweite Phase des Early-Access. Am 6. Februar 2023 wurde der Modding-Editor veröffentlicht, mit dem es möglich ist, neue Karten und Funktionen in den Simulator zu integrieren und diese dann anschließend über den Steam Workshop zu teilen.
Am 4. Juni 2023 wurde das erste Third-Party-DLC Hamburg auf der NextSim 23 angekündigt. Das DLC soll die Linie 6 und einen Teil der Linie 17 der Hamburger Hochbahn beinhalten. Im August 2023 wurde die Linie 123 vom Hauptbahnhof zur Haltestelle Mäckeritzwiesen hinzugefügt. Im Dezember 2023 wurden dem Spiel mehrere Modelle des VDL Citea LLE hinzugefügt. Weitere Inhalte, die im Laufe der zweiten Early-Access-Phase hinzugefügt wurden, sind die Linien 245 und 142 sowie der Mercedes-Benz eCitaro als fahrbarer Batteriebus.
Am 16. April 2025 wurde The Bus mit dem Start der dritten Early-Access-Phase ein Mehrspielermodus hinzugefügt, außerdem ein weiterer Bus in mehreren Varianten, der dem Solaris Urbino electric nachempfunden ist.

## Rezeption
Die Simulation lege laut Golem.de viel Wert auf Glaubwürdigkeit und eine authentisch nachgebildete Spielwelt. Die Grafik wirke detailreich und die Ausleuchtung der Umgebung realistisch. Vorab gezeigte Ausschnitte sähen „schon ein paar Stufen besser“ aus, als vergleichbare Produkte.
Die mehr als 3900 Nutzerbewertungen zum Spiel auf der Verkaufsplattform Steam fallen „größtenteils positiv“ aus.
The Bus wurde mit dem Deutschen Entwicklerpreis 2021 in der Kategorie „Most Wanted“ ausgezeichnet.